# Plan van San Luis Potosí
Het Plan van San Luis Potosí was een document opgesteld door Francisco I. Madero gericht tegen de dictatuur van Porfirio Díaz. Het manifest zette op 20 november 1910 de Mexicaanse Revolutie in gang onder het motto Sufragio Efectivo, No Reelección (Werkelijke stemming, geen herverkiezing).
Madero had eerder dat jaar na grootschalige fraude de verkiezingen verloren aan Díaz, die al sinds 1876 aan de macht was. Madero werd gedwongen te vluchten en stelde op 5 oktober het Plan van San Luis Potosí op. In het document riep hij op tot democratie en het omverwerpen van Díaz. Hij riep de Mexicanen op, om op 20 november de wapenen op te nemen tegen Díaz. De schermutselingen begonnen echter al twee dagen eerder, waarbij Aquiles Serdán als eerste slachtoffer viel.
Het Plan van San Luis Potosí is een belangrijk document voor de moderne geschiedenis van Mexico. Het leidde tot de val van het regime van Díaz (1911) en stortte Mexico in een periode van chaos. Nadat dat voorbij was waren een aantal van Madero's ideeën verwezenlijkt. Zo was het verbod op herverkiezing lange tijd de hoeksteen van de Mexicaanse politiek. Nog steeds kan in Mexico de president niet onmiddellijk herverkozen worden. Volksvertegenwoordigers en lokale bestuurders kunnen sinds een serie politieke hervormingen aan het begin van de 21e eeuw wel in beperkte mate herverkozen worden. 